# Ropica obliquelineata
Ropica obliquelineata là một loài bọ cánh cứng trong họ Cerambycidae.